# The Cumbraes
The Cumbraes sono un gruppo di isole del Firth of Clyde, in Scozia. Il gruppo di isole appartiene alla contea tradizionale di Bute, e all'attuale autorità unitaria dell'Ayrshire Settentrionale.
Le principali isole dell'arcipelago sono:
- Great Cumbrae
- Little Cumbrae

Queste due isole sono separate l'una dall'altra da un largo sound chiamato The Tan e sono separate dalla terraferma scozzese da un canale molto trafficato conosciuto come Fairlie Roads.
Nell'arcipelago vi sono anche numerose isolette disabitate:
- The Eileans
- Castle Island
- le Broad Islands
- Trail Isle

The Cumbraes sono anche chiamate Kumreyiar nella saga norvegese di Haakon Haakonarson.

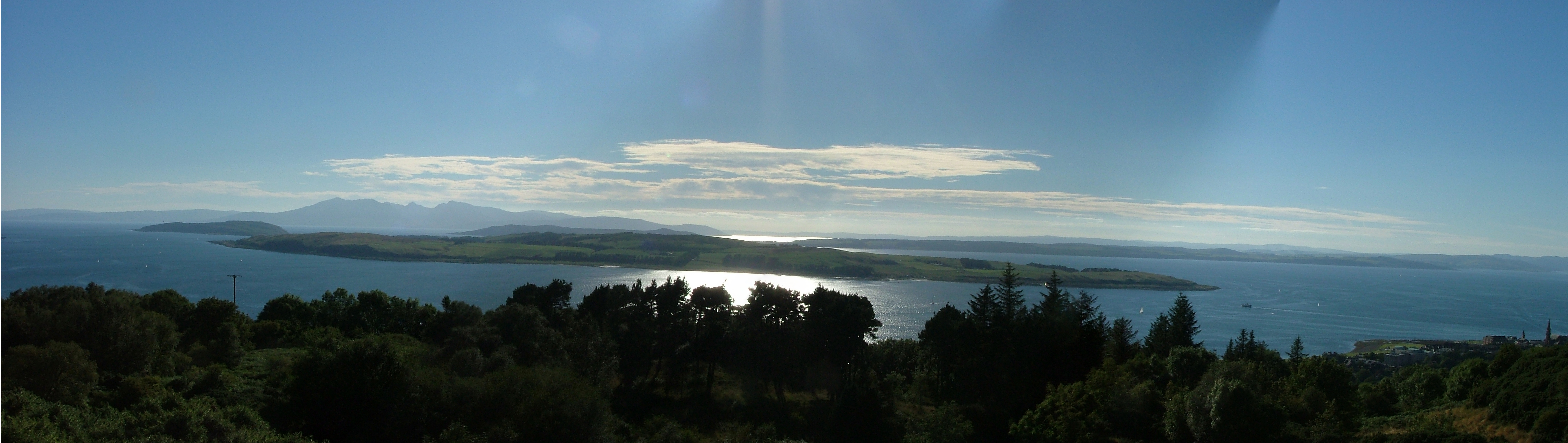
The Cumbraes viste da Haylie Brae. In lontananza si vedono le isole di Arran e Bute.